# Albrecht III. (Sachsen-Wittenberg)

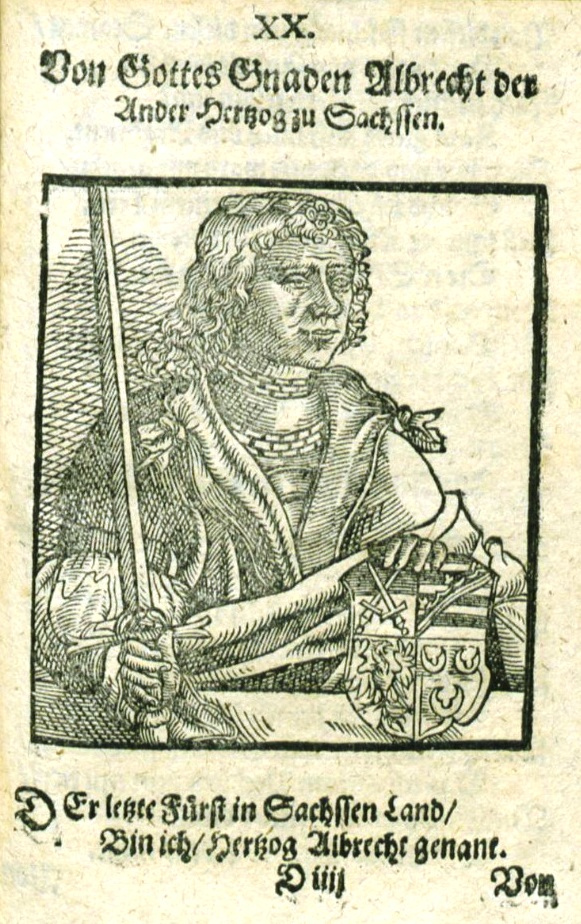
Bildnis Albrechts III. nach Johann Agricola 1562

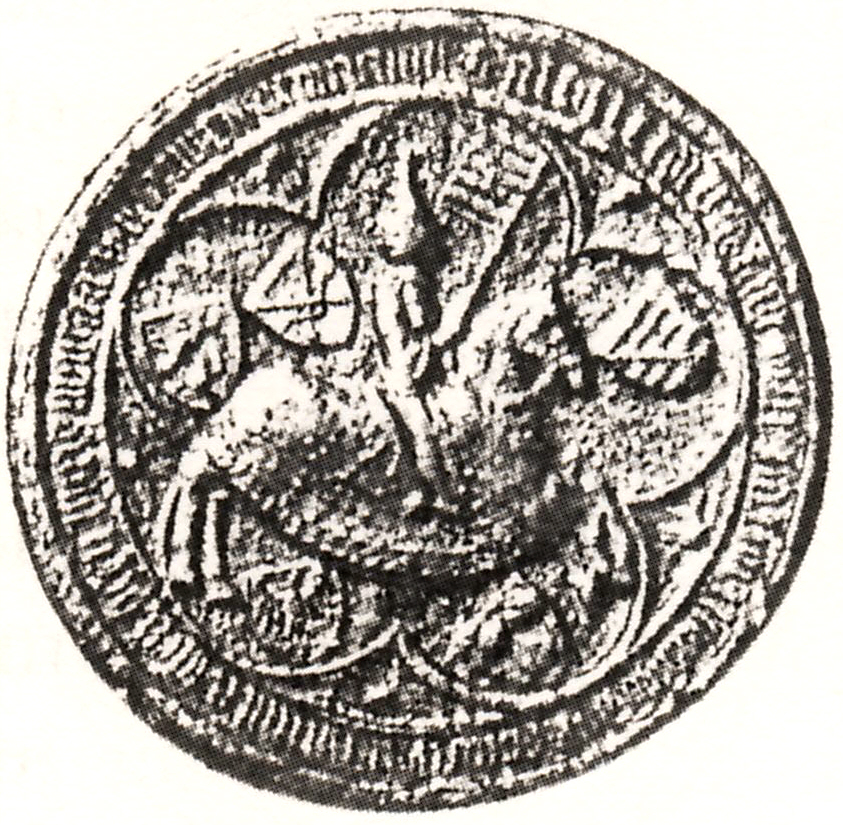
Siegel Albrechts III. von Sachsen-Wittenberg

Albrecht III., genannt der Arme (* um 1375/1380 in Wittenberg; † vor dem 12. November 1422 ebenda), war Herzog von Sachsen-Wittenberg sowie Kurfürst und Erzmarschall des Heiligen Römischen Reiches. Mit ihm starb die Wittenberger Linie der Askanier aus.
Er ist nicht mit seinem gleichnamigen Cousin Albrecht von Sachsen-Wittenberg, Fürst von Lüneburg zu verwechseln.

## Leben
Er war der jüngste Sohn des Herzogs und Kurfürsten Wenzel I. von Sachsen-Wittenberg aus dessen Ehe mit Cäcilia von Carrara.
Beim Tod seines Vaters 1388 fielen dessen Titel und Territorien zunächst an Albrechts ältesten Bruder Rudolf III. Erst als dieser 1419 einem Giftanschlag zum Opfer fiel und keine männlichen Nachkommen hinterließ, erbte Albrecht das Herzogtum Sachsen-Wittenberg einschließlich der Kurwürde. Er fand bei seiner Thronbesteigung ein durch viele Kriege erschöpftes Land und eine leere Staatskasse vor. Aufgrund dessen konnte er sich kaum Bedienstete leisten, führte ein sehr einsames Leben und wird auch Albrecht der Arme genannt. Um sich Einnahmen zu erschließen, machte er der Stadt Wittenberg 1421 das Recht auf den Budenzins auf dem Markte der Stadt streitig. Er geriet mit der Bürgerschaft so sehr in Streit, dass es beinahe zu einem bewaffneten Zusammenstoß kam, da dieses Recht seit Generationen im Besitz der Stadt war. Schließlich wurde der Kurfürst Friedrich von Brandenburg als Schiedsrichter zu Rate gezogen. Dieser entschied, dass das Verhalten der Bürgerschaft gegenüber ihren Landesherren unangemessen war, gestand ihr aber unter der Auflage einer Abbitte an den Landesherrn das Marktrecht zu. Im dritten Jahr seiner Regierung starb der Kurfürst an den Folgen eines Brandunglückes in einem Bauernhaus in der Lochauer Heide, wo er mit seiner Ehefrau auf der Jagd übernachtete. Das Feuer war ihm so nah gekommen, dass er und seine Frau sich nur im Nachthemd bekleidet durch ein Fenster retten konnten. Mehrere seiner Bediensteten kamen in den Flammen um. Der Kurfürst war über dieses Ereignis derart schockiert, dass er wenige Tage später in Wittenberg starb. Begraben wurde er in der dortigen Franziskanerkapelle.
Da er keine Kinder hinterließ, endete mit seinem Tod die askanische Regierung in Sachsen-Wittenberg. Sein Herzogtum Sachsen-Wittenberg und die Kurwürde wurden 1423 Friedrich dem Streitbaren, Markgraf von Meißen, aus dem Hause Wettin erteilt.

## Ehe
Er heiratete am 14. Januar 1420 Euphemia (Offka) von Oels, die Tochter Herzog Konrads III. von Oels. Diese Ehe blieb kinderlos. Seine Witwe erhielt 1422 das Schloss in Liebenwerda als Leibgedinge und heiratete in zweiter Ehe 1432 den Fürsten Georg I. von Anhalt-Zerbst. Sie starb 1444.